# Vivian Yam
Vivian Wing-Wah Yam (chinesisch 任詠華; * 1963) ist eine chinesische Chemikerin, die als Philip-Wong-Wilson-Wong-Professorin für Chemie und Energie an der Universität Hongkong tätig ist. Sie ist für ihre herausragenden Beiträge zur anorganischen und Koordinationschemie bekannt, insbesondere zur Synthese lumineszierender Metallkomplexe.

## Leben
Yam wurde in Hongkong geboren. Ihr Vater war als Bauingenieur tätig. Schon früh interessierte sich Yam für Chemie, insbesondere nach einem Vorfall in der Grundschule, als sie mit ausgelaufenem Quecksilber spielte, das aus einem zerbrochenen Thermometer stammte. Sie studierte an der Universität Hongkong (HKU), wo sie 1985 den Bachelorabschluss mit Auszeichnung und 1988 ihren Doktorgrad unter Betreuung von Chi-Ming Che erlangte.
Nach ihrer Promotion nahm sie eine Position am City Polytechnic of Hong Kong an, wo sie eine neue Abteilung für Angewandte Wissenschaft mit aufbaute. 1990 kehrte sie an ihre Alma Mater zurück, wo sie als Dozentin, Senior Lecturer und schließlich 1999 als Chair Professor tätig wurde. Yam war unter anderem Präsidentin der Asian & Oceanian Photochemistry Association und ist derzeit Präsidentin der International Organization for Chemical Sciences in Development (IOCD). Sie fungierte überdies als Herausgeberin zahlreicher chemischer Fachzeitschriften und als Gutachterin für internationale Publikationen. Im Jahr 2001 wurde sie mit 38 Jahren als jüngstes Mitglied in die Chinesische Akademie der Wissenschaften gewählt.
Yam ist mit Patrick Shing-Tat verheiratet, den sie während ihres Promotionsstudiums kennenlernte.

## Wirken
Yam gilt als Vorreiterin auf dem Gebiet der anorganischen und Koordinationschemie, besonders durch ihre Forschung zu lumineszierenden Metallkomplexen und deren Anwendungen in Materialien und Energietechnologie. Ihre Forschungen umfassen die Entwicklung neuer Metall-Ligand-Komplexe, die gezielt Lumineszenz erzeugen oder Licht absorbieren. Sie trug maßgeblich zur Entwicklung von Materialien bei, die zur Ermöglichung energieeffizienter Beleuchtung in organischen Leuchtdioden (OLEDs) eingesetzt werden können.
Ein bedeutender Teil ihrer Forschung betrifft auch das Design molekularer Materialien zur Nutzung und Speicherung von Solarenergie sowie zur Verwendung in der Biomedizin als fluoreszierende Marker und Sensoren. Yam beschäftigte sich mit photophysikalischen Eigenschaften von Metallkomplexen wie Platin-, Gold- und Kupferverbindungen.
Yam ist für ihre hohe Arbeitsmoral und strikte Qualitätsstandards bekannt, besonders gegenüber ihren Studierenden. Sie legt Wert auf fächerübergreifende Zusammenarbeit, insbesondere zur Lösung globaler Herausforderungen im Bereich Energie und Umwelt.
Für ihre Arbeiten wurde Yam mehrfach wiederholt ausgezeichnet, darunter im Jahr 2011 mit dem UNESCO-L’Oréal-Preis für Frauen in der Wissenschaft und 2020 mit der Porter-Medaille für Fotochemie. Im Jahr 2023 wurde sie als erste asiatische Wissenschaftlerin mit der Bailar-Medaille der University of Illinois für herausragende Leistungen in der anorganischen Chemie geehrt.